# كلية التمريض (جامعة البصرة)
أسست كلية التمريض في جامعة البصرة في العام الدراسي 2009-2010 وبدأت الدراسة في 1/12/2009 وتم قبول ثلاثون طالب وطالبة في المرحلة الأولى تضم قسمين، قسم أساسيات التمريض وقسم العلوم الطبية الأساسية.

## أهداف الكلية
تهدف كلية التمريض إلى تأهيل الطلبة والطالبات لتقديم العناية التمريضية للفرد والعائلة والمجتمع ولمختلف الأعمار والظروف ولها أنشطة متعددة تشمل تطوير الحالة الصحية ومنع حدوث الأمراض والمساعدة في التشخيص والعلاج والتأهيل عند حدوث المرض والقيام بهذه الأنشطة تستخدم العمليات التمريضية. ولتمكين الطلبة من:-
- فهم النظريات والمبادئ والعلوم التمريضية وتطبيقها في العمل.
- إتباع الخطوات العلمية في تقديم الرعاية التمريضية.
- تقديم الرعاية التمريضية لكافة المواطنين على اختلاف بيئاتهم وأعمارهم في المجال العلاجي السريري الوقائي التاهيلية.
- العمل بالتعاون مع الفريق الصحي في مختلف المؤسسات الصحية.
- الربط الموضوعي بين العلوم التمريضية ومشاكل القطر الصحية.
- الإلمام بأساسيات الإشراف والإدارة للخدمات التمريضية والصحية.[1]